# Darius Kasparaitis
Darius Vladovitsj Kasparaitis (Russisch: Дарюс Владович•Каспарайтис) (Elektrėnai, 16 oktober 1972) is een Litouws ijshockeyer. Hij kwam na het uitvallen van de Sovjet-Unie uit voor de Russische ploeg. Toen Kasparaitis de veertig gepasseerd was heeft Kasparaitis wedstrijden gespeeld voor de Litouwse ploeg
Kasparaitis won tijdens de Olympische Winterspelen 1992 de gouden medaille met het gezamenlijk team. Met de Russische ploeg won Kasparaitis in Olympische Winterspelen 1998 olympisch zilver en in Olympische Winterspelen 2002. In 2006 eindigde Kasparaitis met zijn ploeggenoten als vierde.
- Virtual International Authority File: 9201154260366324480006